# Sarah Sackman
Sarah Rebecca Sackman, née en octobre 1984 à Londres, est une avocate britannique et femme politique du Parti travailliste qui est députée de Finchley et Golders Green, et solliciteuse générale de l'Angleterre et du Pays de Galles depuis 2024 puis Ministre d'Etat à la justice.

## Jeunesse et éducation
Sarah Sackman est née et grandit à East Finchley. Elle fréquente le lycée South Hampstead où elle est préfète en chef. Elle étudie l'histoire au Queens' College de Cambridge, où elle obtient un baccalauréat en 2006. Elle obtient ensuite un diplôme d'études supérieures en droit avec distinction à la City University et un LLM de la Harvard Law School spécialisé dans les villes, le logement, le gouvernement local et le droit de la pauvreté.

## Carrière juridique
Sackman obtient une bourse en 2008 en tant que stagiaire judiciaire à la Cour suprême d'Israël à Jérusalem. À partir d'octobre 2008, Sackman travaille comme avocate et experte en logement pour Francis Taylor Building, un cabinet spécialisé dans le droit de l'urbanisme,.
Sackman contribue à un chapitre de Community-Led Generation - A Toolkit for Residents and Planners de Pablo Sendra et Daniel Fitzpatrick sur l'utilisation de la loi et la contestation du réaménagement devant les tribunaux. Le livre est publié en 2020.
Entre septembre 2021 et 2024 Sackman est avocate chez Matrix Chambers aux côtés de Richard Hermer, l'actuel procureur général d'Angleterre et du Pays de Galles,,,, travaillant sur un certain nombre d'affaires principalement axées sur Droit public et environnemental.

## Carrière politique
En 2015, Sackman représente le Parti travailliste à Finchley et Golders Green ; elle remporte la sélection préliminaire face à Alon Or-Bach et Catherine Tuitt. Elle perd l'élection face au président sortant Mike Freer qui gagne avec une majorité de 5 662 voix. Sackman devient vice-présidente du Mouvement travailliste juif en 2015.
En 2024, elle se présente à nouveau pour la même circonscription contre Arjun Mittra et remporte les primaires,. Elle remporte les élections avec une majorité de 4 581 voix.
Le 9 juillet 2024, elle est nommée solliciteur général de l'Angleterre et du Pays de Galles,. Sackman prête serment sur la Bible hébraïque.

## Vie privée
Sackman est membre de la synagogue New North London où elle dirige les services de Shabbat pour les enfants ; elle est à la fois d'ascendance ashkénaze et sépharade. Elle a deux enfants et est mariée à un avocat ; ils se sont mariés à la synagogue Bevis Marks. Son père est un avocat du nord de Londres d'origine est-européenne dont la famille a déménagé à l'Est de Londres, et il y a 300 ans, la famille de sa mère a quitté Tarragone en Espagne, l'Italie et le Maroc pour Gibraltar.